# تي أتاوهاي هودسون - ويهونجي
تي أتاوهاي هودسون - ويهونجي (بالإنجليزية: Te Atawhai Hudson-Wihongi)‏ (27 مارس 1995 بنيوزيلندا - ) هو لاعب كرة قدم نيوزلندي في مركز الوسط. شارك مع منتخب نيوزيلندا تحت 20 سنة لكرة القدم ومنتخب نيوزيلندا الأولمبي لكرة القدم ومنتخب نيوزيلندا لكرة القدم. أما مع النوادي، فقد لعب مع نادي أوكلاند سيتي وWanderers Special Club ‏.

## وصلات خارجية
- تي أتاوهاي هودسون - ويهونجي على موقع الاتحاد الدولي (مؤرشف)  (الإنجليزية)
- تي أتاوهاي هودسون - ويهونجي على موقع قاعدة بيانات كرة القدم.إي يو (الإنجليزية)
- تي أتاوهاي هودسون - ويهونجي على موقع ناشيونال فوتبول تيمز (الإنجليزية)
- تي أتاوهاي هودسون - ويهونجي على موقع Soccerway.com (الإنجليزية)
- تي أتاوهاي هودسون - ويهونجي على موقع AS.com (الإسبانية)